# (12567) Herreweghe
(12567) Herreweghe est un astéroïde de la ceinture principale.

## Description
(12567) Herreweghe est un astéroïde de la ceinture principale. Il fut découvert le 21 septembre 1998 à La Silla par Eric Walter Elst. Il présente une orbite caractérisée par un demi-grand axe de 3,21 UA, une excentricité de 0,11 et une inclinaison de 2,2° par rapport à l'écliptique.

## Compléments